# Alexander Henry Blest
Alexander Henry Blest, britanski general, * 28. januar 1896, † 11. avgust 1971.